# Rio Sereno
Rio Sereno är ett vattendrag i Brasilien.   Det ligger i delstaten Maranhão, i den centrala delen av landet, 900 km norr om huvudstaden Brasília.
Omgivningarna runt Rio Sereno är huvudsakligen savann. Runt Rio Sereno är det mycket glesbefolkat, med 3 invånare per kvadratkilometer.